# Aktív turizmus
Az aktív és kalandutazás az egyik legújabb trend a turisztikai piacon. Az aktív üdülést választók valamilyen fizikai aktivitásban vesznek részt a vakáció során. Számos tevékenységet magában foglal, ezért a pontos definiálása nehézségekbe ütközik.

## Az aktív turizmus fogalma
Az aktív turizmus definiálására hazai és nemzetközi szinten is több kezdeményezés történt, de mivel nagyon sokféle tevékenységet magában foglalhat és sok más turisztikai termékkel szoros kapcsolatban áll, nehéz széles körben használt és elfogadott, egységes fogalmi lehatárolást találni.
Michalkó (?) értelmezése szerint az aktív turizmus olyan tevékenységhez kapcsolódó, csoportos turisztikai terméknek tekinthető, ahol a motiváció és a tevékenység szoros kapcsolatban áll egymással.
Nemzetközi meghatározásokban az aktív turizmus szerepel úgy is, mint a desztinációk felelős módon történő felkeresése, amikor a turistának nemcsak mentális, hanem fizikai részvétele is megtörténik és a biodiverzitás és kultúra megőrzése mellett fontos szerepet szán a fenntarthatóságnak. Fontos elemei a tanulás, szemlélődés, rekreáció, valamint a tevékenység és az aktív részvétel.
Más nemzetközi definícióknál az aktív turizmus olyan, a fenntarthatóságot szem előtt tartó szabadidős célú utazásokat takar, ahol a természeti-, kaland- és kulturális turizmus elemei összefonódnak. Attól függően, hogy fizikailag mennyire aktív az utazás, megkülönböztethető szoft (kevésbé veszélyes, könnyebben elérhető) és hard (nagyobb aktivitást igénylő, veszélyesebb) aktív turizmust.

## Aktív turizmus Magyarországon
A Nemzeti Turizmusfejlesztési Stratégia 2030 az aktív turizmust olyan turizmusformaként értelmezi, amikor a turista utazásának motivációja valamilyen fizikai aktivitást igénylő szabadidős- vagy sporttevékenység gyakorlása.
A stratégia szerint ebbe beletartozik például az extrém-, futó-, golf-, horgász-, kaland-, kerékpáros-, lovas-, öko-, sí-, természetjáró, vadász, vitorlás és vízi turizmus is. Az aktív turizmussal szoros kapcsolatba hozza a stratégia a természeti turizmust, ahol a turista fő motivációja a természeti vagy tájértékek megismerése, a természettel való közelség átélése, de ez nem feltétlenül jár fizikai aktivitással –erre példaként az arborétumok és állatkertek látogatását, erdei kisvasutakon tett utazást, a falusi és kempingturizmust, valamint a hajózást említi példaként a stratégia.
Magyarországon elsősorban belföldiek veszik igénybe az aktív turisztikai szolgáltatásokat. Egy, a hazai lakosság aktív turizmussal kapcsolatos attitűdjeit vizsgáló 2006-os felmérés szerint az aktív tevékenységek iránt nagyobb érdeklődést mutatnak a férfiak, a fiatalok és középkorúak, akik magasabb végzettséggel és jövedelemmel rendelkeznek, valamint a kétgyermekes családok.

## Aktív turisztikai termékek
Az aktív turizmushoz az alábbi területek tartoznak:
Az aktív turizmus főbb altermékei:
- extrém turizmus
- futóturizmus
- golfturizmus
- horgászturizmus
- kalandturizmus
- kerékpáros turizmus
- lovasturizmus
- ökoturizmus
- síturizmus
- természetjárás (bakancsos turizmus)
- vadászturizmus
- vitorlás turizmus
- vízi turizmus

Az aktív turizmushoz kapcsolódó természeti turizmus főbb altermékei:
- arborétumlátogatás
- állatkert-látogatás
- erdei vasutakon tett utazás
- falusi turizmus
- hajózás
- kempingturizmus